# Erik Rafael
Erik Rafael Barragán (Barcelona, 13 de marzo del 2000) es un futbolista español que juega como delantero centro en el CD Mirandés "B" de la Tercera División RFEF.

## Trayectoria
Barcelonés, se forma en el CF Barceloneta, CF Damm, RCD Espanyol y Real Betis. El 20 de agosto de 2019, tras finalizar su etapa juvenil, asciende al filial bético y es cedido a la UA Horta de la Tercera División, debutando el siguiente 31 de agosto en una derrota liguera por 1-2 frente al CF Pobla de Mafumet. Anota su primer gol el 7 de septiembre del mismo año en la goleada por 4-0 frente al CF Igualada. El siguiente 30 de enero, tras anotar 9 goles, se marcha en propiedad al RCD Mallorca "B" de la misma categoría.
El 6 de septiembre de 2020 se incorpora al CE Manresa, también de la cuarta división nacional. Tras anotar 3 goles en 25 partidos con el club, el 26 de julio de 2021 firma por el CD Mirandés para jugar en su filial en la nueva Tercera División RFEF.
Erik logra debutar con el primer equipo el 1 de diciembre de 2021 al entrar como suplente en los minutos finales en la victoria por 3-0 frente al CD San Roque de Lepe en Copa del Rey. Su debut profesional llega el siguiente 2 de enero, jugando los últimos minutos de una victoria por 2-0 contra el Real Zaragoza en Segunda División.

## Clubes
Actualizado al último partido disputado el 14 de mayo de 2022.
| Club              | País   | Año       | Partidos | Goles |
| ----------------- | ------ | --------- | -------- | ----- |
| Betis Deportivo   | España | 2019-2020 | 0        | 0     |
| UA Horta (cesión) | España | 2019-2020 | 18       | 9     |
| RCD Mallorca "B"  | España | 2020      | 5        | 0     |
| CE Manresa        | España | 2020-2021 | 25       | 3     |
| CD Mirandés "B"   | España | 2021-act. | 31       | 13    |
| CD Mirandés       | España | 2021-act. | 2        | 0     |